# Tucul

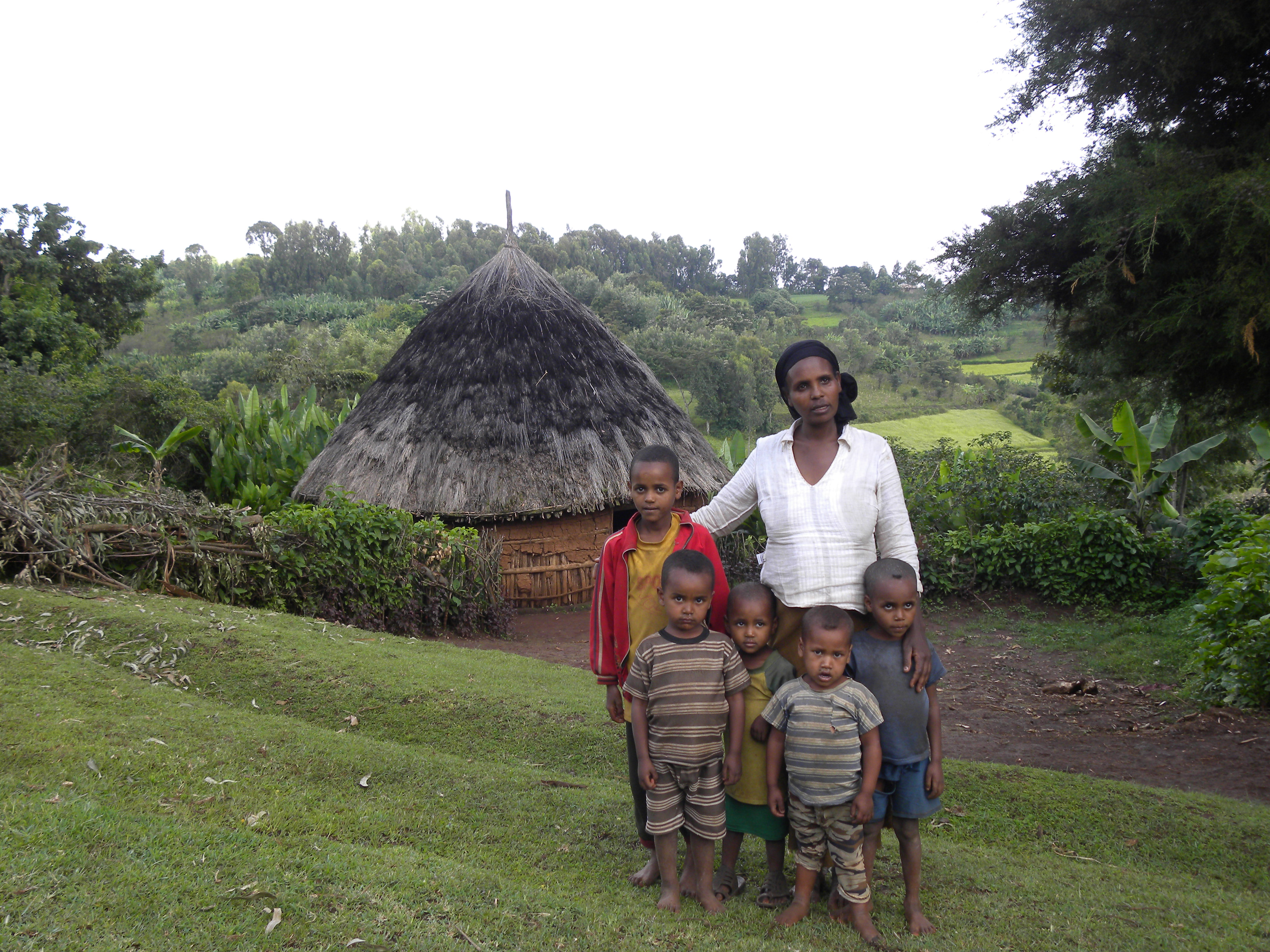
Una madre coi suoi 5 figli davanti al loro tucul nella provincia del Kembata Tembaro, in Etiopia.

Il tucul è un edificio a pianta circolare con tetto conico solitamente di argilla e paglia, tipico delle popolazioni agro-pastorali di Etiopia, Eritrea, Sudan e Sudan del Sud e altre regioni dell'Africa orientale.
Un tucul appare sulla bandiera della Regione delle Nazioni, Nazionalità e Popoli del Sud in Etiopia.